# CAF Champions League 2012
Die CAF Champions League 2012 ist die 16. Auflage dieses von der CAF organisierten Turniers. Sie begann am 17. Februar 2012 mit der Vorrunde. Titelverteidiger war Espérance Sportive de Tunis aus Tunesien. Am 17. November 2012 gewann Al Ahly Kairo seinen siebten Titel, nachdem die Mannschaft den Vorjahressieger nach einem 1:1 im Hinspiel, im Rückspiel mit 2:1 besiegen konnte.

## Qualifikation
Theoretisch sind alle 55 Mitgliedsverbände der CAF berechtigt, Mannschaften zu entsenden. Für die zwölf besten Nationalverbände der CAF-Fünfjahreswertung sind automatisch jeweils zwei Startplätze reserviert. Hierbei gilt für die Qualifikation zur Champions League 2012 die Wertung der Jahre 2006 bis 2010. Somit ergibt sich aus der Anzahl der zur CAF gehörenden Fußballverbände, dass maximal 67 Mannschaften an der Champions League teilnehmen könnten.
Startberechtigt sind jeweils zwei Mannschaften aus den folgenden Ländern, angegeben in Reihenfolge der Fünfjahreswertung:
- Tunesien
- Ägypten
- Demokratische Republik Kongo
- Nigeria
- Sudan
- Algerien
- Marokko
- Mali
- Simbabwe
- Libyen
- Kamerun
- Elfenbeinküste

Alle anderen Länder haben einen Startplatz.

## Ergebnisse

### Vorrunde
Hinspiele vom 17. bis 19. Februar, Rückspiele vom 2. bis 4. März 2012.
|                             | Gesamt          |                                  | Hinspiel | Rückspiel |
| --------------------------- | --------------- | -------------------------------- | -------- | --------- |
| ASFA-Yennenga Ouagadougou   | 1:4             | ASO Chlef                        | 0:0      | 1:4       |
| AS Vita Club                | 6:4             | Athlético Olympic                | 5:0      | 1:4       |
| DFC8                        | (a)2:2(a)       | Les Astres FC                    | 1:0      | 1:2       |
| Young Africans SC           | 1:2             | al Zamalek SC                    | 1:1      | 0:1       |
| Missile FC                  | 3:4             | Africa Sports National           | 3:2      | 0:2       |
| Ports Authority             | 0:1             | Horoya AC                        | 0:0      | 0:1       |
| Foullah Edifice             | 1:3             | JSM Béjaïa                       | 0:0      | 1:3       |
| AFAD Djékanou               | 2:0             | Diables Noirs                    | 1:0      | 1:0       |
| Tusker FC                   | 0:1             | APR FC                           | 0:0      | 0:1       |
| Coin Nord de Mitsamiouli    | 2:4             | Ethiopian Coffee SC              | 1:0      | 1:4       |
| AS GNN                      | 0:1             | Tonnerre d’Abomey FC             | 0:0      | 0:1       |
| Orlando Pirates             | 2:4             | CRD Libolo                       | 1:3      | 1:1       |
| Uganda Revenue Authority SC | 3:0             | Lesotho Correctional Services FC | 3:0      | 0:0       |
| Mafunzo FC                  | 0:5             | Liga Muçulmana de Maputo         | 0:2      | 0:3       |
| Brikama United              | 1:1 (3:1 i. E.) | US Ouakam                        | 0:1      | 1:0 n. V. |
| CD Elá Nguema               | 0:6             | Dolphins FC                      | 0:3      | 0:3       |
| LISCR FC                    | 0:5             | Berekum Chelsea                  | 0:2      | 0:3       |
| Green Mamba FC              | 2:8             | Platinum FC                      | 2:4      | 0:4       |
| Japan Actuel’s FC           | 1:8             | Power Dynamos                    | 1:5      | 0:3       |

### Erste Runde
Hinspiele vom 23. bis 25. März, Rückspiele vom 6. bis 8. April 2012.
|                             | Gesamt    |                             | Hinspiel | Rückspiel |
| --------------------------- | --------- | --------------------------- | -------- | --------- |
| ASO Chlef                   | 3:2       | AS Vita Club                | 0:0      | 3:2       |
| DFC8                        | 1:8       | Al-Hilal Khartum            | 0:3      | 1:5       |
| al Zamalek SC               | (a)2:2(a) | Africa Sports National      | 1:0      | 1:2       |
| Horoya AC                   | 1:4       | Maghreb Fez                 | 1:1      | 0:3       |
| JSM Béjaïa                  | 1:5       | AFAD Djékanou               | 1:2      | 0:3       |
| APR FC                      | 2:3       | Étoile Sportive du Sahel    | 0:0      | 2:3       |
| Ethiopian Coffee SC         | 0:3       | al Ahly Kairo               | 0:0      | 0:3       |
| Tonnerre d’Abomey FC        | 2:5       | Stade Malien                | 0:0      | 2:5       |
| CRD Libolo                  | (a)4:4(a) | Sunshine Stars FC           | 4:1      | 0:3       |
| Uganda Revenue Authority SC | —         | Djoliba AC                  | 0:2      | 1 — 1     |
| Liga Muçulmana de Maputo    | 2:3       | Dynamos FC                  | 2:2      | 0:1       |
| Brikama United              | 2:4       | Espérance Sportive de Tunis | 1:1      | 1:3       |
| Dolphins FC                 | (a)2:2(a) | Cotonsport Garoua           | 2:1      | 0:1       |
| Berekum Chelsea             | 5:3       | Raja Casablanca             | 5:0      | 0:3       |
| Platinum FC                 | 2:5       | Al-Merrikh Khartum          | 2:2      | 0:3       |
| Power Dynamos               | 1:7       | Tout Puissant Mazembe       | 1:1      | 0:6       |

### Achtelfinale
Hinspiele vom 27. bis 29. April, Rückspiele vom 11. bis 13. Mai 2012.
|                             | Gesamt          |                    | Hinspiel | Rückspiel |
| --------------------------- | --------------- | ------------------ | -------- | --------- |
| Al-Hilal Khartum            | 2:2 (2:4 i. E.) | ASO Chlef          | 1:1      | 1:1 n. V. |
| Maghreb Fez                 | 0:4             | al Zamalek SC      | 0:2      | 0:2       |
| Étoile Sportive du Sahel    | 4:2             | AFAD Djékanou      | 4:1      | 0:1       |
| Stade Malien                | 2:3             | al Ahly Kairo      | 1:0      | 1:3       |
| Djoliba AC                  | 1:2             | Sunshine Stars FC  | 1:1      | 0:1       |
| Espérance Sportive de Tunis | 7:1             | Dynamos FC         | 6:0      | 1:1       |
| Berekum Chelsea             | 2:1             | Cotonsport Garoua  | 0:0      | 2:1       |
| Tout Puissant Mazembe       | 3:1             | Al-Merrikh Khartum | 2:0      | 1:1       |

### Viertelfinale (Gruppenphase)
In der Viertelfinal-Gruppenphase treten in zwei Gruppen jeweils vier Mannschaften in Hin- und Rückspielen gegeneinander an. Die Gruppenersten und -zweiten qualifizieren sich für das Halbfinale.

#### Gruppe A
| Pl. | Verein                      | Sp.             | S               | U               | N               | Tore            | Diff.           | Punkte          |
| --- | --------------------------- | --------------- | --------------- | --------------- | --------------- | --------------- | --------------- | --------------- |
| 1.  | Espérance Sportive de Tunis | 4               | 3               | 0               | 1               | 006:300         | +3              | 09              |
| 2.  | Sunshine Stars FC           | 4               | 2               | 0               | 2               | 004:400         | ±0              | 06              |
| 3.  | ASO Chlef                   | 4               | 1               | 0               | 3               | 004:700         | −3              | 03              |
| 04. | Étoile Sportive du Sahel    | Disqualifiziert | Disqualifiziert | Disqualifiziert | Disqualifiziert | Disqualifiziert | Disqualifiziert | Disqualifiziert |

| 7. Juli 2012       |                 |                |
| Sunshine Stars     | 0:2 (0:2)       | ES Tunis       |
| 8. Juli 2012       |                 |                |
| ASO Chlef          | [VG 2]0:1 (0:1) | ES Sahel       |
| 20. Juli 2012      |                 |                |
| ES Tunis           | 3:2 (1:1)       | ASO Chlef      |
| 21. Juli 2012      |                 |                |
| ES Sahel           | [VG 2]0:0       | Sunshine Stars |
| 5. August 2012     |                 |                |
| Sunshine Stars     | 2:0 (0:0)       | ASO Chlef      |
| 5. August 2012     |                 |                |
| ES Tunis           | [VG 2]1:0 (1:0) | ES Sahel       |
| 17. August 2012    |                 |                |
| ASO Chlef          | 1:2 (0:1)       | Sunshine Stars |
| 18. August 2012    |                 |                |
| ES Sahel           | [VG 2]0:2 (0:1) | ES Tunis       |
| 31. August 2012    |                 |                |
| ES Sahel           | [VG 3]-:-       | ASO Chlef      |
| 2. September 2012  |                 |                |
| ES Tunis           | 1:0 (0:0)       | Sunshine Stars |
| 14. September 2012 |                 |                |
| ASO Chlef          | 1:0 (1:0)       | ES Tunis       |
| 14. September 2012 |                 |                |
| Sunshine Stars     | [VG 3]-:-       | ES Sahel       |

1. ↑  Das Spiel zwischen ES Sahel und ES Tunis am 18. August 2012 wurde in der 71. Minute nach Zuschauerausschreitungen abgebrochen. CAF hat entschieden, ES Sahel zu disqualifizieren und alle ihre Spiele zu annullieren bzw. nicht auszutragen.
2. 1 2 3 4  Das Spiel ist annulliert.
3. 1 2  Das Spiel wird nicht ausgetragen wegen der Disqualifizierung von ES Sahel.

#### Gruppe B
| Pl. | Verein                | Sp. | S | U | N | Tore    | Diff. | Punkte |
| --- | --------------------- | --- | - | - | - | ------- | ----- | ------ |
| 1.  | al Ahly Kairo         | 6   | 3 | 2 | 1 | 009:600 | +3    | 11     |
| 2.  | Tout Puissant Mazembe | 6   | 3 | 1 | 2 | 009:600 | +3    | 10     |
| 3.  | Berekum Chelsea       | 6   | 2 | 3 | 1 | 009:100 | −1    | 09     |
| 4.  | al Zamalek SC         | 6   | 0 | 2 | 4 | 005:100 | −5    | 02     |

| 7. Juli 2012       |           |                 |
| Berekum Chelsea    | 3:2 (1:2) | al Zamalek SC   |
| 8. Juli 2012       |           |                 |
| al Ahly Kairo      | 2:1 (1:0) | TP Mazembe      |
| 22. Juli 2012      |           |                 |
| TP Mazembe         | 2:2 (2:0) | Berekum Chelsea |
| 22. Juli 2012      |           |                 |
| al Zamalek SC      | 0:1 (0:0) | al Ahly Kairo   |
| 4. August 2012     |           |                 |
| TP Mazembe         | 2:0 (0:0) | al Zamalek SC   |
| 4. August 2012     |           |                 |
| al Ahly Kairo      | 4:1 (2:1) | Berekum Chelsea |
| 19. August 2012    |           |                 |
| Berekum Chelsea    | 1:1 (0:1) | al Ahly Kairo   |
| 19. August 2012    |           |                 |
| al Zamalek SC      | 1:2 (1:2) | TP Mazembe      |
| 1. September 2012  |           |                 |
| al Zamalek SC      | 1:1 (1:1) | Berekum Chelsea |
| 2. September 2012  |           |                 |
| TP Mazembe         | 2:0 (0:0) | al Ahly Kairo   |
| 16. September 2012 |           |                 |
| Berekum Chelsea    | 1:0 (0:0) | TP Mazembe      |
| 16. September 2012 |           |                 |
| al Ahly Kairo      | 1:1 (0:1) | al Zamalek SC   |

## Halbfinale
Hinspiele am 6. und 7. Oktober, Rückspiele am 20. und 21. Oktober 2012.
|                       | Gesamt |                             | Hinspiel | Rückspiel |
| --------------------- | ------ | --------------------------- | -------- | --------- |
| Tout Puissant Mazembe | 0:1    | Espérance Sportive de Tunis | 0:0      | 0:1       |
| Sunshine Stars FC     | 3:4    | al Ahly Kairo               | 3:3      | 0:1       |

## Finale

### Hinspiel
| al Ahly Kairo                                  | al Ahly Kairo | Espérance Sportive de Tunis | Espérance Sportive de Tunis |
| ---------------------------------------------- | --- | --- | --------------------------- |
| al Ahly Kairo                                  | \| Hinspiel \| \| 4. November 2012 in Alexandria (Borg el-ʿArab) \| \| Ergebnis: 1:1 (0:0) \| \| Zuschauer: 25.000 \| \| Schiedsrichter: Djamel Haimoudi ( Algerien) \|                                                                                             | \| Hinspiel \| \| 4. November 2012 in Alexandria (Borg el-ʿArab) \| \| Ergebnis: 1:1 (0:0) \| \| Zuschauer: 25.000 \| \| Schiedsrichter: Djamel Haimoudi ( Algerien) \| | Espérance Sportive de Tunis |
| al Ahly Kairo                                  | Sherif Ekramy – Ahmed Fathy, Wael Gomaa, Sherif Abdel-Fadil (46. El Sayed Hamdy), Mohamed Nagieb, Hossam Ghaly (60. Mohamed Barakat) – Hossam Ashour, Abdallah Said, Walid Soliman, Mohamed Abo Treka – Mohamed Nagy (82. Emad Moteab) Cheftrainer: Hossam El-Badry | Moez Ben Cherifia – Harrison Afful (73. Mejdi Traoui), Walid Hichri, Sameh Derbali, Khalil Chemmam, Mohamed Ben Mansour – Khaled Mouelhi, Houcine Ragued (86. Chaker Zouaghi), Wajdi Bouazzi, Karim Aouadhi – Yannick N’Djeng (82. Khaled Ayari) Cheftrainer: Nabil Maaloul | Espérance Sportive de Tunis |
| al Ahly Kairo                                  | 1:1 El Sayed Hamdy (88.) | 0:1 Walid Hichri (49.) | Espérance Sportive de Tunis |
| al Ahly Kairo                                  | Ahmed Fathy (26.) | Karim Aouadhi (9.), Sameh Derbali (10.), Khalil Chemmam (45.), Harrison Afful (55.) | Espérance Sportive de Tunis |
| Hinspiel                                       | | |                             |
| 4. November 2012 in Alexandria (Borg el-ʿArab) | | |                             |
| Ergebnis: 1:1 (0:0)                            | | |                             |
| Zuschauer: 25.000                              | | |                             |
| Schiedsrichter: Djamel Haimoudi ( Algerien)    | | |                             |

### Rückspiel
| Espérance Sportive de Tunis                         | Espérance Sportive de Tunis | al Ahly Kairo | al Ahly Kairo |
| --------------------------------------------------- | --- | --- | ------------- |
| Espérance Sportive de Tunis                         | \| Rückspiel \| \| 17. November 2012 in Radès (Stadion des 14. Januar) \| \| Ergebnis: 1:2 (0:1) \| \| Zuschauer: 31.000 \| \| Schiedsrichter: Bouchaïb el-Ahrach ( Marokko) \|                                                                             | \| Rückspiel \| \| 17. November 2012 in Radès (Stadion des 14. Januar) \| \| Ergebnis: 1:2 (0:1) \| \| Zuschauer: 31.000 \| \| Schiedsrichter: Bouchaïb el-Ahrach ( Marokko) \|                                                                                        | al Ahly Kairo |
| Espérance Sportive de Tunis                         | Moez Ben Cherifia – Walid Hichri, Khalil Chemmam, Mohamed Ben Mansour – Khaled Mouelhi, Houcine Ragued (73. Khaled Ayari), Wajdi Bouazzi (56. Youcef Belaïli), Karim Aouadhi (46. Iheb Msakni), Youssef Msakni – Yannick N’Djeng Cheftrainer: Nabil Maaloul | Sherif Ekramy – Ahmed Fathy, Wael Gomaa, Ahmad Shedid Qinawi, Mohamed Nagieb, Hossam Ghaly – Hossam Ashour, Abdallah Said, Walid Soliman (71. Dominique Da Silva), El Sayed Hamdy (66. Mohamed Abo Treka) – Mohamed Nagy (88. Ramy Rabia) Cheftrainer: Hossam El-Badry | al Ahly Kairo |
| Espérance Sportive de Tunis                         | 1:2 Yannick N’Djeng (85.) | 0:1 Mohamed Nagy (43.) 0:2 Walid Soliman (63.) | al Ahly Kairo |
| Espérance Sportive de Tunis                         | Moez Ben Cherifia (90.), Mohamed Ben Mansour (90+3.) | Hossam Ghaly (77.) | al Ahly Kairo |
| Rückspiel                                           | | |               |
| 17. November 2012 in Radès (Stadion des 14. Januar) | | |               |
| Ergebnis: 1:2 (0:1)                                 | | |               |
| Zuschauer: 31.000                                   | | |               |
| Schiedsrichter: Bouchaïb el-Ahrach ( Marokko)       | | |               |